# Jairo Labourt
Jairo Snaider Labourt (né le 7 mars 1994 à Azua en République dominicaine) est un lanceur gaucher des Tigers de Détroit de la Ligue majeure de baseball.

## Carrière
Jairo Labourt signe un premier contrat professionnel pour 350 000 dollars US en 2011 avec les Blue Jays de Toronto.
Avec les lanceurs gauchers Daniel Norris et Matt Boyd, Labourt est le 30 juillet 2015 échangé des Blue Jays aux Tigers de Détroit en retour du lanceur gaucher étoile David Price.
À l'origine un lanceur partant dans les ligues mineures dès ses débuts professionnels en 2011, il est converti en lanceur de relève durant l'été 2016. En 2017, Labourt représente les Tigers au match des étoiles du futur.
Il fait ses débuts dans le baseball majeur comme lanceur de relève pour Détroit le 1er septembre 2017.